# قتل دیوید ایمس
قتل دیوید اِیمِس (انگلیسی: Killing of David Amess) نماینده مجلس بریتانیا از حزب محافظه‌کار بریتانیا (MP) از حوزه انتخابیه جنوب غربی در ۱۵ اکتبر ۲۰۲۱ رخ داد. دیوید ایمس در یک حمله با چاقو پس از ضربات متعدد در جریان یک جلسه انتخاباتی در لی-آن-سی کشته شد. مردی ۲۵ ساله که گفته می‌شود انگلیسی-سومالیایی‌تبار است به جرم قتل در محل دستگیر شد. پلیس گفت که این حمله با چاقو یک حادثه تروریستی است.
پس از قتل جو کاکس در ژوئن ۲۰۱۶ این نخستین مورد قتل یک نماینده پارلمان بریتانیا در مجلس بود.